# 1539
- Wikisource

| Calendário gregoriano                                                        | 1539 MDXXXIX                                         |
| Ab urbe condita                                                              | 2292                                                 |
| Calendário arménio                                                           | 988 – 989                                            |
| Calendário bahá'í                                                            | -305 – -304                                          |
| Calendário budista                                                           | 2083                                                 |
| Calendário chinês                                                            | 4235 – 4236 Início a 19 de janeiro (aproximadamente) |
| Calendário copta                                                             | 1255 – 1256                                          |
| Calendário etíope                                                            | 1531 – 1532                                          |
| Calendários hindus - Vikram Samvat - Calendário nacional indiano - Cáli Iuga | 1594 – 1595 1460 – 1461 4639 – 4640                  |
| Calendário Holoceno                                                          | 11539                                                |
| Calendário islâmico                                                          | 946 – 947                                            |
| Calendário judaico                                                           | 5299 – 5300                                          |
| Calendário persa                                                             | 917 – 918                                            |
| Calendário rúnico                                                            | 1789                                                 |
| Calendário solar tailandês                                                   | 2082                                                 |

1539 (MDXXXIX, na numeração romana) foi um ano comum do século XVI do Calendário Juliano, da Era de Cristo, e a sua letra dominical foi E (52 semanas), teve início a uma quarta-feira, terminou também a uma quarta-feira.
| Ano completo                        |
| ----------------------------------- |
| Ano comum com início à quarta-feira |

## Eventos
- 19 de Junho - Jordão de Freitas, em carta para o rei, congratulou-se com a fuga dos rumes da Índia.
- 8 de Julho - Concessão do Papa Paulo III ao rei D. João III de novos limites à Diocese de Goa.
- agosto - setembro - O rei Francisco I assina a lei geral que determina o uso da língua materna em todos os documentos oficiais em França. No mesmo documento também se determina que os párocos passem a fazer o registo escrito de todos os baptismos.
- 3 de Novembro - Nomeação do licenciado Manuel Álvares no cargo de corregedor nas ilhas Açorianas de São Miguel e de Santa Maria.
- Pedido do rei D. João III ao Papa Paulo III no sentido de a Ordem de Cristo voltar a exercer o direito de padroado.

## Nascimentos
- Janeiro
  - 07 de Janeiro - Sebastián de Covarrubias, dicionarista, lexicógrafo, criptógrafo e capelão do rei Filipe II de Espanha (m. 1613).
  - 19 de Janeiro - Alexander Elphinstone, filho de Alexander Elphinstone, 2.º Lord Elphinstone (1511-1547) (m. 1584).
  - 29 de Janeiro - Nicolò Donà, 90º Doge da República de Veneza (m. 1618).
- Fevereiro
  - 13 de Fevereiro - Elisabeth, Landgravina von Hesse, esposa de Ludwig VI, Eleitor do Palatinato (1539-1583) (m. 1582).
  - 25 de Fevereiro - Henrique Howard, 1.º Conde de Northampton (m. 1614).
  - 27 de Fevereiro - Franciscus Raphelengius, publicista e hebraísta holandês (m. 1597).
- Março
  - 05 de Março - Christophorus Pezelius, Christoph Bezetus, teólogo e reformador alemão (m. 1604).
  - 09 de Março - Antonio de Aviz, Infante de Portugal, filho de D. João III (1502-1557) e Catarina da Áustria (1507-1578) (m. 1540).
  - 18 de Março - Marie, Condessa de Nassau-Dillenburg, filha de Guilherme de Nassau, O Rico (1487–1559) (m. 1599).
  - 29 de Março - Johannes Fleischer, O Velho, teólogo luterano e humanista alemão (m. 1593).
- Abril
  - 03 de Abril - Ana de Oldemburgo, filha de Anton I, Conde de Oldemburgo (1505-1573) (m. 1579).
  - 05 de Abril - Jorge Frederico I de Brandemburgo-Ansbach e Regente da Prússia Jorge Frederico I de Brandemburgo-Ansbach (1539-1603) (m. 1603).

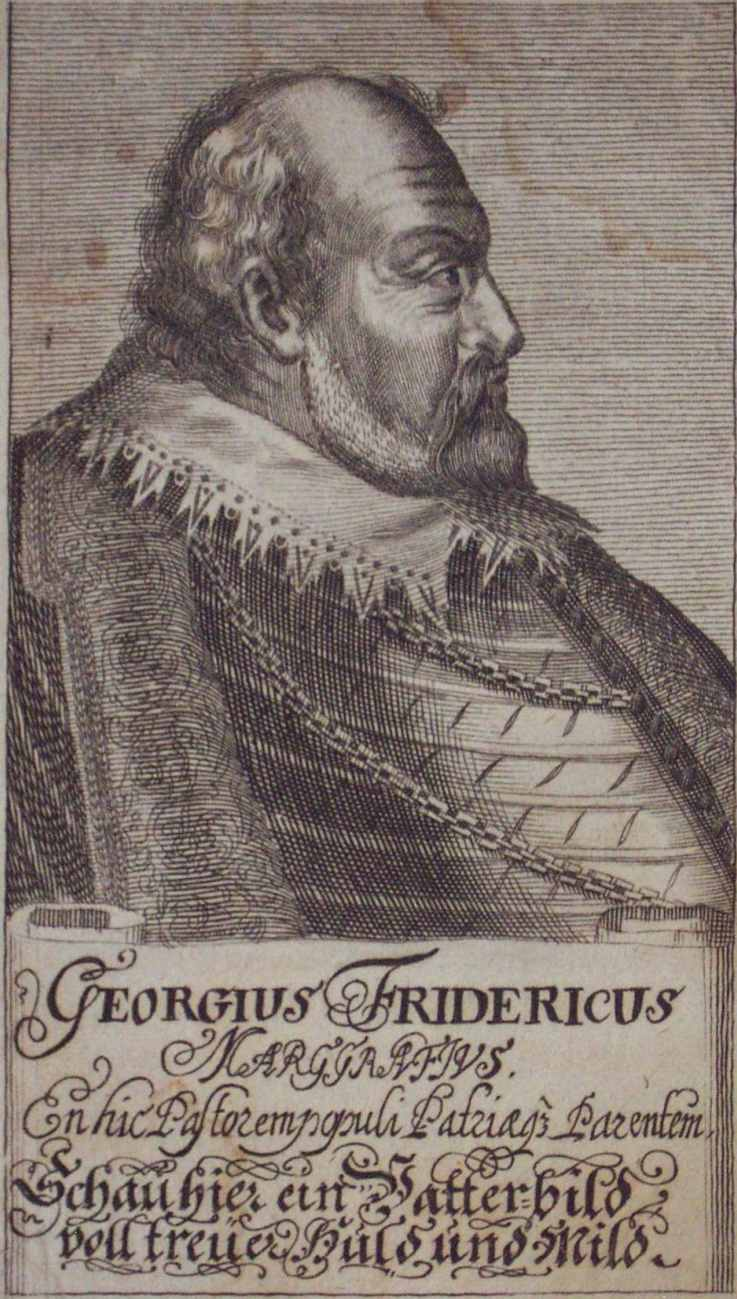
Jorge Frederico I de Brandemburgo-Ansbach (1539-1603)

  - 05 de Abril - Sebastian Haydlauf, teólogo católico alemão (m. 1581).
  - 07 de Abril - Tobias Stimmer, pintor e dramaturgo sueco (m. 1584).
  - 12 de Abril - Garcilaso de la Veja, historiador peruano (m. 1616).
  - 23 de Abril - Jorge de Albuquerque Coelho, Barão da Vitória, general português e um dos mais ilustres soldados do exército brasileiro na Insurreição Praieira (m. 1596).
  - 30 de Abril - Barbara, Arquiduquesa da Áustria, filha de Fernando I, Sacro Imperador Romano-Germânico (m. 1572).
- Maio
  - 04 de Maio - Hans Wolf von Schönberg IV, marechal-de-campo alemão (m. 1603).
  - 22 de Maio - Eduardo Seymour, 1.º Conde de Hertford (m. 1621).
- Junho
  - 13 de Junho - Jost Amman, gravador, ilustrador e pintor suíço (m. 1591).
- Julho
  - 04 de Julho - Luís VI, Eleitor Palatino (m. 1583).
  - 10 de Julho - Łukasz Kościelecki, Bispo polonês de Poznań e Przemyśl (m. 1597).
- Agosto
  - 14 de Agosto - Margarete de Erbach (m. 1564).
  - 19 de Agosto - Andreas Schato, matemático, médico e físico alemão (m. 1603).
- Setembro
  - 01 de Setembro - Cesare Speciano, Bispo de Cremona e de Novara (m. 1607).  Paulus Melissus (1539-1602)

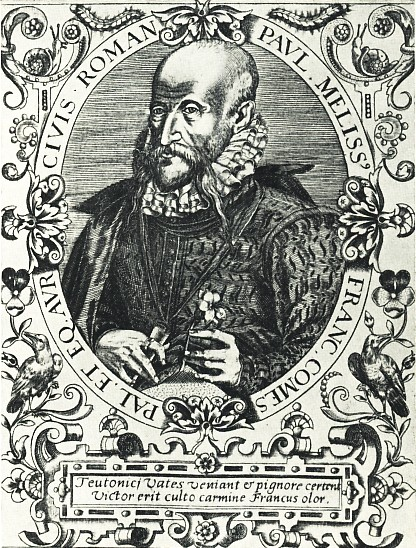
Paulus Melissus (1539-1602)

  - 03 de Setembro - Oswald Gabelkover, historiador, médico particular de Luis, O Pio, Duque de Württemberg (1554-1593) (m. 1616).
  - 09 de Setembro - Andrea Gonzaga, 1° Marquês de Specchia e de Alessano, filho de Ferrante I Gonzaga (1507-1557) (m. 1586).
  - 16 de Setembro - Gualtério Devereux, 1.º Conde de Essex (m. 1576).
  - 19 de Setembro - Hans Jamnitzer, O Jovem, ourives e aquafortista alemão (m. 1603).
- Outubro
  - 01 de Outubro - Peter Wok von Rosenberg, Petr Vok z Rožmberka, aristocrata e político boêmio (m. 1611).
  - 22 de Outubro - Luigi Gonzaga, Duque de Nevers e Rethel (m. 1595).
- Novembro
  - 01 de Novembro - Petrus Pithoeus, erudito, jurista, lexicógrafo e filólogo clássico francês (m. 1596).
  - 09 de Novembro - Magdalena Svantesdotter Sture, filha de King Märta (1520-1584) da Suécia (m. 1610).
- Dezembro
  - 05 de Dezembro - Faustus Socinus, teólogo e reformador religioso italiano (m. 1604).
  - 20 de Dezembro - Paulus Schedius Melissus, bibliotecário, poeta e compositor italiano (m. 1602).
  - 25 de Dezembro - Johannes Philipp I, conde de Leiningen-Dachsburg-Hardenburg (m. 1562).
  - 25 de Dezembro - Tabitha Engel, esposa do teólogo alemão Lukas Osiander (1534-1604) (m. 1625).

## Mortes
- Janeiro
  - 09 de Janeiro - Henrique Courtenay, 1.º Marquês de Exeter,  (n. 1496).
  - 14 de Janeiro - Sacchis de Pordenone, pseudônimo de Giován Antonio de' Sacchis, pintor italiano (n. 1484). Sacchis de Pordenone 
 (1484-1539)

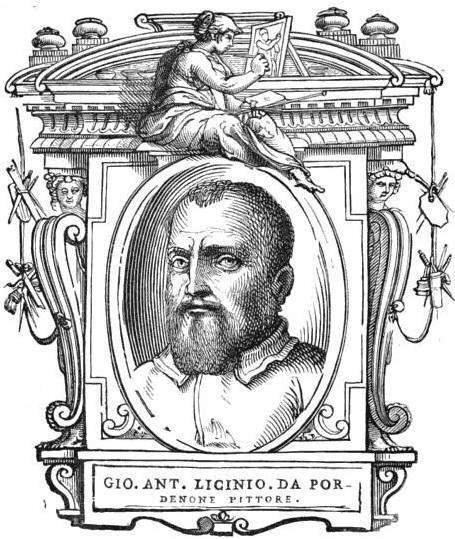
Sacchis de Pordenone
(1484-1539)

  - 15 de Janeiro - Charles Haworth, mártir inglês (n. ?).
  - 18 de Janeiro - Johannes Beler, cronista e burgomestre de Königsberg (n. 1482).
  - 20 de Janeiro - Symeon Ivanovitch Trubczevski, boyar e governador de Kostroma (n. ?).
  - 25 de Janeiro - Conradus Goclenius, filólogo e latinista belga (n. 1485).
- Fevereiro
  - 06 de Fevereiro - Johann III. von Kleve, Duque de Kleve-Mark e Jülich-Berg (n. 1490).
  - 08 de Fevereiro - Conrad Erer, burgomestre de Heilbronn (n. 1453).
  - 13 de Fevereiro - Isabella d’Este, Marquesa de Mântua (n. 1474).
  - 18 de Fevereiro - Andreas Knopius, reformador alemão (n. 1468).
- Março
  - 03 de Março - Nicholas Carew, cortesão e chefe de estado inglês durante o reinado de Henrique VIII (n. 1496).
  - 05 de Março - Caspar Ursinus Velius, humanista, poeta e historiador alemão (n. 1493).
  - 05 de Março - Nuno da Cunha, 10.º governador português na Índia (n. 1487).
  - 11 de Março - Giovanni Righi, eremita e místico franciscano italiano (n. 1469).
  - 12 de Março - Thomas Boleyn, 1.º Conde de Wiltshire e 1.º conde de Ormond, diplomata e político inglês (n. 1477).
  - 19 de Março - Edmund Howard, terceiro filho de Tomás Howard, 2.º Duque de Norfolk, e tio de Ana Bolena (n. 1478).
- Abril
  - 06 de Abril - Barbara, Princesa de Glogau, filha de João II, Duque da Silésia (1435 - 1504) (n. 1480).
  - 17 de Abril - George III, Duque da Saxônia, cognominado, O Barbudo (n. 1471).
- Maio
  - 01 de Maio - Isabel de Portugal, filha do rei D. Manuel I (n. 1503).
  - 07 de Maio - Ottaviano Petrucci, impressor e editor musical italiano (n. 1466).
  - 26 de Maio - Renée de Bourbon, Dama de Mercoeur e Duquesa de Lorena (n. 1494).
- Junho
  - 10 de Junho - Christoph von Pappenheim, Bispo de Eichstätt de 1535 a 1539 (n. 1492).
  - 20 de Junho - Felipe III, Conde de Waldeck,  (n. 1486).
- Julho
  - 01 de Julho - Margarethe, Condessa de Schwarzburg-Blankenburg , esposa de Waldemar VI, Príncipe de Anhalt-Köthen (1450-1508) (n. 1464).
  - 05 de Julho - Antonio Maria Zaccaria, médico e fundador dos Clérigos Regulares de São Paulo, mais conhecidos como Barnabitas (n. 1502).
  - 08 de Julho - Venerável Waire, frade e mártir católico inglês (n. ?).
  - 09 de Julho - Adrian Fortescue, mártir católico e Cavaleiro da Ordem de São João de Jerusalém (n. 1476).
  - 09 de Julho - Thomas Dingley, mártir católico e prior dos Cavaleiros da Ordem de São João de Jerusalém (n. ?).
  - 12 de Julho - Fernando Colombo, matemático, humanista, historiador, explorador e navegador espanhol (n. 1488).
  - 13 de Julho - Gonçalo Fernandes, fundador do morgadio da Conceição, Arco de São Jorge.
  - 14 de Julho - Caspar Zimmermann, construtor alemão de órgãos (n. ?).
  - 25 de Julho - Lorenzo Campeggi, diplomata e arcebispo de Bologna (n. 1474).
  - 26 de Julho - Maria, Princesa de Brunswick-Wolfenbüttel,  (n. 1521).
  - 30 de Julho - Bernardo Clesio, cardeal, bispo, príncipe, diplomata, humanista e botânico italiano (n. 1485).
- Agosto
  - 10 de Agosto - Mikkel Pedersen Akeleye, burgomestre dinamarquês de Odense (n. 1482).
  - 11 de Agosto - Johannes Justus Lanspergius, monge cartucho e teólogo alemão (n. 1489).
  - 15 de Agosto - Ulrich Jung, médico e humanista alemão e irmão do médico e humanista Ambrosius Jung (1471-1548) Ulrich Jung (1478-1539) (n. 1478).

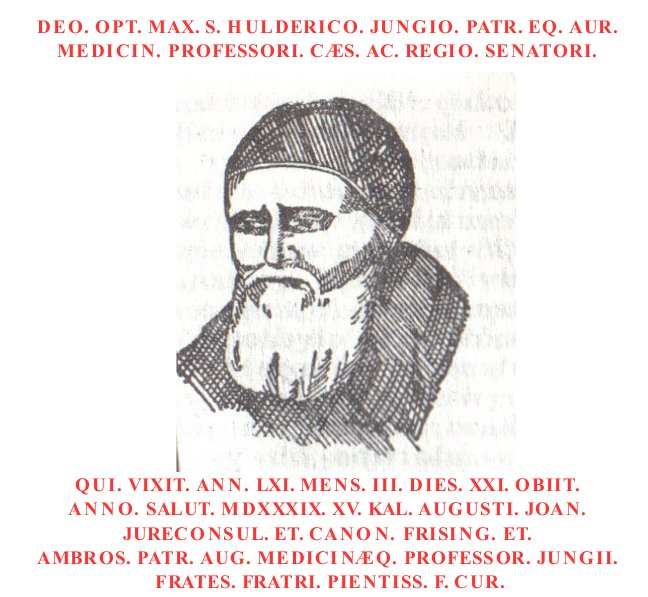
Ulrich Jung (1478-1539)

  - 25 de Agosto - Jacob von  Salza, Bispo de Wrocław (n. 1481).
  - 26 de Agosto - Piers Butler, 8.º Conde de Ormond,  (n. 1467).
- Setembro
  - 08 de Setembro - John Stokesley, prelado inglês e Bispo católico de Londres (n. 1475).
  - 22 de Setembro - Guru Nanak, fudandor do Siquismo (n. 1469).
  - 23 de Setembro - Nikolaus Hogenberg, pintor holandês de origem alemã (n. 1500).
- Outubro
  - 15 de Outubro - Reynier Brunt, procurador-geral da Corte da Holanda (n. ?).
  - 26 de Outubro - Sebaldus Münsterer, O Jovem, jurista alemão (n. 1495).
  - 27 de Outubro - Hans Katzianer, aristocrata e comandante militar esloveno (n. 1491).
- Novembro
  - 01 de Novembro - Jacopo Simonetta, Cardeal e Bispo de Pesaro (n. 1475).
  - 15 de Novembro - Hugh Faringdon, mártir inglês (n. ?).
  - 15 de Novembro - Richard Whiting, mártir e último Abade de Glastonbury (n. ?).
  - 25 de Novembro - Johannes Alexander Brassicanus, humanista e pedagogo alemão (n. 1500).
  - 26 de Novembro - Nicolaus Maurus, teólogo luterano alemão (n. 1483).
  - 27 de Novembro - Johann Lachmann, teólogo alemão (n. 1491).
- Dezembro
  - 01 de Dezembro - John Beche, beato, abade beneditino e mártir inglês (n. ?).
  - 06 de Dezembro - Francesco Chieregati, núncio papal, bispo e diplomata italiano (n. 1479).
  - 09 de Dezembro - Burkhard von Hohenfels, menestrel alemão (n. 1482).
  - 20 de Dezembro - Johannes Lupi, compositor franco-flamengo (n. 1506).
  - 28 de Dezembro - Agnes Dürer, esposa do pintor alemão Albrecht Dürer (n. 1475).

## Por tema
- 1539 no Brasil